# Genussa altaba
Genussa altaba là một loài bướm đêm trong họ Geometridae.